# 스마트아비아 항공
스마트아비아 항공(영어: Smartavia, 러시아어: Смартавиа)은 러시아의 저비용 항공사로 본사는 러시아 아르한겔스크에 위치해 있으며 2004년에 설립했다. 또한 사용하고 있는 허브 공항으로 세례메티예보 국제공항이 있다.

## 역사
전신은 1963년에 발족한 아에로플로트 아르한겔스크 총국에 속했다. 1991년 소련 붕괴에 따른 아에로플로트 총국이 독립 하면서 아르한겔스크 항공(영어: AVL Arkhangelsk Airlines)이 설립했다. 2004년에 아에로플로트가 회사 주식의 51%를 인수했다. 그와 동시에 사명을 아에로플로트 노드 (영어: Aeroflot-Nord 러시아어: Аэрофлот-Норд)로 변경하고 아에로플로트의 지역 항공사가 되었다. 그러나 2008년 9월 아에로플로트 821편 추락 사고가 일어난 것으로 아에로플로트는 정책 전환의 일환으로 아에로플로트 노드와의 협력을 중단하여 2009년 12월에 노드스타 항공으로 사명으로 변경했다. 2011년 3월에 노르니켈로 매각되면서 사실상 아에로플로트 계열사에서 분리 되어 독립적으로 운영되었으며 2017년 4월, 레드스타 항공과 상호합병에 의해 노드스타 항공에서 스마트아비아 항공으로 사명을 변경하였다.

## 운항 노선
- 2019년 4월 기준으로 스마트아비아 항공은 다음과 같이 운항하고 있다.

## 보유 기종

### 현재 운항 중인 기종
- 2020년 5월 기준으로 스마트아비아 항공은 다음과 같은 기종을 보유하고 있다.[7]

## 같이 보기
- 아에로플로트
- 도나비아 항공

## 사건 및 사고
- 아에로플로트 821편 추락 사고